# Tage Hansson (1889–1968)
Tage Hakon Gabriel Hansson, född 25 december 1889 i Malmö, död 19 juni 1968 i Limhamn, var en svensk målare och konstpedagog. 
Han var son till Jöns Hansson och Josefina Elinora Svensson, samt från 1914 gift med Berta Vilhelmina Persson och far till Bengt Hansson. 
Tage Hansson studerade vid Tekniska skolan i Malmö 1907–1908, vid Bruno Hoppes målarskola 1908, Dorphs målarskola i Köpenhamn 1908–1909 och på Valands konstskola i Göteborg 1920, han företog 1923–1924 studieresor till Tyskland, Nederländerna och Schweiz och Paris där han studerade vid Académie Moderne för Othon Friesz. Han medverkade regelbundet i Skånes konstförenings utställningar under ett 20-tal år.
Han övertog 1927 Skånska målarskolan i Malmö efter silversmeden Märta af Ekenstam och var verksam där till 1965.
Hans konst består av figurkompositioner, porträtt och landskapsbilder från västkusten. Han illustrerade O Rasmussons bok Bland stuegubbe och gårafolk 1925. Hansson är representerad vid Trelleborgs museum och Malmö museum.
Makarna Hansson är begravda på Limhamns kyrkogård i Malmö.